# Oscar 1999
A 71.ª cerimônia do Oscar ou Oscar 1999 (no original: 71st Academy Awards), apresentada pela Academia de Artes e Ciências Cinematográficas (AMPAS), homenageou os melhores filmes, atores e técnicos de 1998. Aconteceu em 21 de março de 1999 no Dorothy Chandler Pavilion, em Los Angeles, às 17h30min no horário local. Durante a cerimônia, foram distribuídos os prêmios da Academia em vinte e quatro categorias, e a transmissão ao vivo foi realizada pela rede televisiva estadunidense American Broadcasting Company (ABC), com produção de Gil Cates e direção de Louis J. Horvitz. A atriz Whoopi Goldberg foi a anfitriã do evento pela terceira vez, que havia apresentado pela primeira vez o Oscar 1994 e pela última, até então, o Oscar 1996. Aproximadamente um mês antes, em 27 de fevereiro de 1999, uma cerimônia no Beverly Wilshire Hotel, em Beverly Hills, Califórnia, foi realizada para a entrega do Oscar Científico ou Técnico sob apresentação de Anne Heche.
Shakespeare in Love venceu sete categorias, incluindo a conquista de melhor filme. Destacaram-se também Saving Private Ryan com cinco prêmios e La vita è bella com duas estatuetas. No Brasil, a edição recebeu grande destaque pela participação de Central do Brasil em melhor filme estrangeiro e melhor atriz para Fernanda Montenegro, única performance brasileira indicada ao Oscar, até o Oscar 2025, quando Fernanda Torres também teve uma indicação ao prêmio de Melhor Atriz. A apresentação televisionada contabilizou 46 milhões de telespectadores nos Estados Unidos.

## Indicados e vencedores
Os indicados ao Oscar 1999 foram anunciados em 9 de fevereiro de 1999, no Samuel Goldwyn Theater em Beverly Hills, por Robert Rehme, presidente da Academia, e pelo ator Kevin Spacey. Shakespeare in Love recebeu indicação a treze categorias; Saving Private Ryan veio em seguida com onze. O brasileiro Central do Brasil repercutiu no mundo lusófono, indicado a melhor filme estrangeiro e melhor atriz para Fernanda Montenegro.
Os vencedores foram anunciados durante a cerimônia de premiação em 21 de março de 1999. La vita è bella foi o segundo filme indicado simultaneamente a melhor filme estrangeiro e melhor filme no mesmo ano (o primeiro foi o argelino Z em 1970). O vencedor da categoria melhor ator, Roberto Benigni, foi a segunda pessoa a dirigir ele mesmo em uma vitória de atuação. Laurence Olivier foi o primeiro a conquistar esse feito, na realização e performance de Hamlet (1948). Benigni também se tornou a quarta pessoa a ser indicada nas categorias de direção, atuação e roteiro pela mesma obra, além de ser o terceiro ator a vencer por um filme estrangeiro. Dentre as performances femininas, Cate Blanchett e Judi Dench, indicadas a melhor atriz e melhor atriz coadjuvante, respectivamente, interpretaram a mesma personagem — Rainha Elizabeth —, em filmes distintos: Elizabeth e Shakespeare in Love, fato único da premiação. A brasileira Fernanda Montenegro tornou-se a primeira atriz latino-americana a ser indicada na categoria de atuação.

### Prêmios
Indica o vencedor dentro de cada categoria.
| Melhor Filme Shakespeare in Love – Donna Gigliotti, David Parfitt, Harvey Weinstein, Edward Zwick e Marc Norman - Elizabeth – Alison Owen, Eric Fellner e Tim Bevan - La vita è bella – Elda Ferri e Gianluigi Braschi - Saving Private Ryan – Steven Spielberg, Ian Bryce, Mark Gordon e Gary Levinsohn - The Thin Red Line – Robert Michael Geisler, Grant Hill e John Roberdeau | Melhor Diretor/RealizadorSteven Spielberg – Saving Private Ryan - Roberto Benigni – La vita è bella - John Madden – Shakespeare in Love - Terrence Malick – The Thin Red Line - Peter Weir – The Truman Show |
| Melhor Ator/Actor (Principal) Roberto Benigni – La vita è bella como Guido Orefice - Tom Hanks - Saving Private Ryan como John H. Miller - Ian McKellen - Gods and Monsters como James Whale - Nick Nolte – Affliction como Wade Whitehouse - Edward Norton – American History X como Derek Vinyard                                                                                | Melhor Atriz/Actriz (Principal)⭐ Gwyneth Paltrow – Shakespeare in Love como Viola de Lesseps - Fernanda Montenegro – Central do Brasil como Dora - Cate Blanchett – Elizabeth como Rainha Elizabeth - Meryl Streep – One True Thing como Kate Gulden - Emily Watson – Hilary and Jackie como Jacqueline du Pré                                                                              |
| Melhor Actor Coadjuvante/SecundárioJames Coburn – Affliction como Glen Whitehouse - Robert Duvall – A Civil Action como Jerome Facher - Ed Harris – The Truman Show como Christof - Geoffrey Rush – Shakespeare in Love como Philip Henslowe - Billy Bob Thornton – A Simple Plan como Jacob Mitchell                                                                              | Melhor Actriz Coadjuvante/SecundáriaJudi Dench – Shakespeare in Love como Rainha Elizabeth - Kathy Bates – Primary Colors como Libby Holden - Brenda Blethyn – Little Voice como Mari Hoff - Rachel Griffiths – Hilary and Jackie como Hilary du Pré - Lynn Redgrave – Gods and Monsters como Hanna                                                                                          |
| Melhor Roteiro/Argumento - OriginalShakespeare in Love – Marc Norman e Tom Stoppard - Bulworth – Warren Beatty e Jeremy Pikser - La vita è bella – Vincenzo Cerami e Roberto Benigni - Saving Private Ryan – Robert Rodat - The Truman Show – Andrew Niccol | Melhor Roteiro/Argumento - AdaptadoGods and Monsters – Bill Condon por Father of Frankenstein de Christopher Bram - Out of Sight – Scott Frank por Out of Sight de Elmore Leonard - Primary Colors – Elaine May por Primary Colors (anônimo) - A Simple Plan – Scott B. Smith por A Simple Plan de Scott B. Smith - The Thin Red Line – Terrence Malick por The Thin Red Line de James Jones |
| Melhor Filme EstrangeiroLa vita è bella ( Itália) – Roberto Benigni - Central do Brasil ( Brasil) – Walter Salles - Bacheha-Ye aseman ( Irão) – Majid Majidi - El abuelo ( Espanha) – José Luis Garci - Tango, no me dejes nunca ( Argentina) – Carlos Saura | Melhor Canção original"When You Believe" por The Prince of Egypt – Stephen Schwartz - "I Don't Want to Miss a Thing" por Armageddon – Diane Warren - "That'll Do" por Babe: Pig in the City – Randy Newman - "A Soft Place to Fall" por The Horse Whisperer – Allison Moorer e Gwil Owen - "The Prayer" por Quest for Camelot – Sager, Foster, Renis e Testa                                 |
| Melhor Documentário em Longa-metragemThe Last Days – James Moll e Ken Lipper - Dancemaker – Matthew Diamond e Jerry Kupfer - The Farm: Angola, USA – Jonathan Stack e Liz Garbus - Lenny Bruce: Swear to Tell the Truth – Robert B. Weide - Regret to Inform – Barbara Sonneborn e Janet Cole                                                                                      | Melhor Documentário em Curta-metragemThe Personals – Keiko Ibi - A Place in the Land – Charles Guggenheim - Sunrise Over Tiananmen Square – Shui-Bo Wang e Donald McWilliams |
| Melhor Curta-metragemValgaften – Kim Magnusson e Anders Thomas Jensen - Culture – Will Speck e Josh Gordon - Holiday Romance – Alexander Jovy e JJ Keith - La carte postale – Vivian Goffette - Victor – Simon Sandquist e Joel Bergvall | Melhor Animação em Curta-metragemBunny – Chris Wedge - The Canterbury Tales – Christopher Grace e Jonathan Myerson - Jolly Roger – Mark Baker - More – Mark Osborne e Steve Kalafer - Når livet går sin vej – Karsten Kiilerich e Stefan Fjeldmark |
| Melhor Trilha Sonora/Banda Sonora - DramaLa vita è bella – Nicola Piovani - Elizabeth – David Hirschfelder - Pleasantville – Randy Newman - Saving Private Ryan – John Williams - The Thin Red Line – Hans Zimmer | Melhor Mixagem de SomSaving Private Ryan – Gary Rydstrom, Gary Summers, Andy Nelson e Ron Judkins - Armageddon – Kevin O'Connell, Greg P. Russell e Keith A. Wester - The Mask of Zorro – Kevin O'Connell, Greg P. Russell e Pud Cusack - Shakespeare in Love – Robin O'Donoghue, Dominic Lester e Peter Glossop - The Thin Red Line – Andy Nelson, Anna Behlmer e Paul Brincat              |
| Melhor Trilha Sonora/Banda Sonora - ComédiaShakespeare in Love – Stephen Warbeck - A Bug's Life – Randy Newman - Mulan – Matthew Wilder, David Zippel e Jerry Goldsmith - Patch Adams – Marc Shaiman - The Prince of Egypt – Stephen Schwartz e Hans Zimmer | Melhor Edição de SomSaving Private Ryan – Gary Rydstrom e Richard Hymns - Armageddon – George Watters II - The Mask of Zorro – David McMoyler |
| Melhor Direção de ArteShakespeare in Love – Martin Childs e Jill Quertier - Elizabeth – John Myhre e Peter Howitt - Pleasantville – Jeannine Oppewall e Jay Hart - Saving Private Ryan – Tom Sanders e Lisa Dean Kavanaugh - What Dreams May Come – Eugenio Zanetti e Cindy Carr                                                                                                   | Melhor Cinematografia/FotografiaSaving Private Ryan – Janusz Kamiński - A Civil Action – Conrad L. Hall - Elizabeth – Remi Adefarasin - Shakespeare in Love – Richard Greatrex - The Thin Red Line – John Toll |
| Melhor Maquiagem/CaracterizaçãoElizabeth – Jenny Shircore - Saving Private Ryan – Lois Burwell, Conor O'Sullivan e Daniel C. Striepeke - Shakespeare in Love – Lisa Westcott e Veronica Brebner | Melhor Figurino/Guarda-RoupaShakespeare in Love – Sandy Powell - Beloved – Colleen Atwood - Elizabeth – Alexandra Byrne - Velvet Goldmine – Sandy Powell - Pleasantville – Judianna Makovsky |
| Melhor Edição/MontagemSaving Private Ryan – Michael Kahn - La vita è bella – Simona Paggi - Out of Sight – Anne V. Coates - Shakespeare in Love – David Gamble - The Thin Red Line – Billy Weber, Leslie Jones e Saar Klein | Melhores Efeitos VisuaisWhat Dreams May Come – Joel Hynek, Nicholas Brooks, Stuart Robertson e Kevin Mack - Armageddon – Richard R. Hoover, Pat McClung e John Frazier - Mighty Joe Young – Rick Baker, Hoyt Yeatman, Allen Hall e Jim Mitchell |

### Prêmios honorários
- Elia Kazan[19]

### Prêmio Irving G. Thalberg
- Norman F. Jewison[20]

### Filmes com mais prêmios e indicações
| Indicações | Filme                |
| ---------- | -------------------- |
| 13         | Shakespeare in Love  |
| 11         | Saving Private Ryan  |
| 7          | Elizabeth            |
| 7          | La vita è bella      |
| 7          | The Thin Red Line    |
| 4          | Armageddon           |
| 3          | Gods and Monsters    |
| 3          | Pleasantville        |
| 3          | The Truman Show      |
| 2          | Affliction           |
| 2          | Central do Brasil    |
| 2          | A Civil Action       |
| 2          | Hilary and Jackie    |
| 2          | The Mask of Zorro    |
| 2          | Out of Sight         |
| 2          | Primary Colors       |
| 2          | The Prince of Egypt  |
| 2          | A Simple Plan        |
| 2          | What Dreams May Come |

| Vitórias | Filme               |
| -------- | ------------------- |
| 7        | Shakespeare in Love |
| 5        | Saving Private Ryan |
| 3        | La vita è bella     |

## Apresentadores e performances
As seguintes personalidades apresentaram categorias ou realizaram números individuais:

### Apresentadores (em ordem de aparição)
| Nome                                                 | Função                                                                                       |
| ---------------------------------------------------- | -------------------------------------------------------------------------------------------- |
| Randi Thomas                                         | Anunciou o início da cerimônia                                                               |
| Robert Rehme                                         | Deu boas-vindas aos convidados da cerimônia                                                  |
| Kim Basinger                                         | Apresentou a categoria de melhor ator coadjuvante                                            |
| Gwyneth Paltrow                                      | Apresentou a categoria de melhor direção de arte                                             |
| Patrick Stewart                                      | Apresentou o segmento dos filmes Elizabeth e Shakespeare in Love                             |
| Mike Myers                                           | Apresentou a categoria de melhor maquiagem                                                   |
| Christina Ricci                                      | Introduziu a performance de "When You Believe"                                               |
| Brendan Fraser                                       | Apresentou a categoria de melhor curta-metragem                                              |
| Flik (voz de Dave Foley) Heimlich (voz de Joe Ranft) | Apresentaram a categoria de melhor curta-metragem de animação                                |
| Robin Williams                                       | Apresentou a categoria de melhor atriz coadjuvante                                           |
| Chris Rock                                           | Apresentou a categoria de melhor edição de som                                               |
| Liv Tyler                                            | Introduziu a performance de "I Don't Want to Miss a Thing"                                   |
| Anjelica Huston                                      | Apresentou a categoria de melhor mixagem de som                                              |
| Tom Hanks                                            | Introduziu a apresentação de John Glenn                                                      |
| John Glenn                                           | Apresentou a montagem Historical Figures in Cinema                                           |
| Sophia Loren                                         | Apresentou o segmento do filme La vita è bella                                               |
| Andy García Andie MacDowell                          | Apresentaram a categoria de melhor trilha sonora — comédia                                   |
| Geena Davis                                          | Introduziu o número de dança especial Apresentou a categoria de melhor trilha sonora — drama |
| John Travolta                                        | Apresentou o tributo a Frank Sinatra                                                         |
| Anne Heche                                           | Apresentou o Oscar Científico ou Técnico e o Gordon E. Sawyer Award                          |
| Jim Carrey                                           | Apresentou a categoria de melhor edição                                                      |
| Renée Zellweger                                      | Introduziu a performance de "A Soft Place to Fall"                                           |
| Nicolas Cage                                         | Apresentou o Prêmio Irving G. Thalberg a Norman Jewison                                      |
| Liam Neeson                                          | Apresentou a categoria de melhores efeitos visuais                                           |
| Val Kilmer                                           | Apresentou o tributo a Gene Autry e Roy Rogers                                               |
| Helen Hunt                                           | Apresentou a categoria de melhor ator                                                        |
| Lisa Kudrow                                          | Introduziu a performance de "That'll Do"                                                     |
| Ben Affleck Matt Damon                               | Apresentaram as categorias de melhor documentário e melhor documentário de curta-metragem    |
| Robert De Niro Martin Scorsese                       | Apresentaram o Oscar Honorário a Elia Kazan                                                  |
| Whoopi Goldberg                                      | Apresentou a categoria de melhor figurino                                                    |
| Catherine Zeta-Jones                                 | Introduziu a performance de "The Prayer"                                                     |
| Jennifer Lopez                                       | Apresentou a categoria de melhor canção original                                             |
| Annette Bening                                       | Apresentou o tributo In Memorian                                                             |
| Jack Valenti                                         | Introduziu a apresentação de Colin Powell                                                    |
| Colin Powell                                         | Apresentou o segmento dos filmes Saving Private Ryan e The Thin Red Line                     |
| Uma Thurman                                          | Apresentou a categoria de melhor fotografia                                                  |
| Jack Nicholson                                       | Apresentou a categoria de melhor atriz                                                       |
| Steven Spielberg                                     | Apresentou o tributo a Stanley Kubrick                                                       |
| Goldie Hawn Steve Martin                             | Apresentaram as categorias de melhor roteiro original e melhor roteiro adaptado              |
| Kevin Costner                                        | Apresentou a categoria de melhor diretor                                                     |
| Harrison Ford                                        | Apresentou a categoria de melhor filme                                                       |

### Performances (em ordem de aparição)
| Nome                                                                     | Função          | Performance                                                     |
| ------------------------------------------------------------------------ | --------------- | --------------------------------------------------------------- |
| Bill Conti                                                               | Arranjo musical | Orquestra                                                       |
| Mariah Carey Whitney Houston                                             | Performance     | "When You Believe" de The Prince of Egypt                       |
| Aerosmith                                                                | Performance     | "I Don't Want to Miss a Thing" de Armageddon                    |
| Joaquín Cortés Savion Glover Tai Jiminez Desmond Richardson Rasta Thomas | Performance     | Número de dança com os indicados a melhor trilha sonora — drama |
| Allison Moorer                                                           | Performance     | "A Soft Place to Fall" de The Horse Whisperer                   |
| Peter Gabriel Randy Newman                                               | Performance     | "That'll Do" de Babe: Pig in the City                           |
| Celine Dion Andrea Bocelli                                               | Performance     | "The Prayer" de Quest for Camelot                               |

## Cerimônia

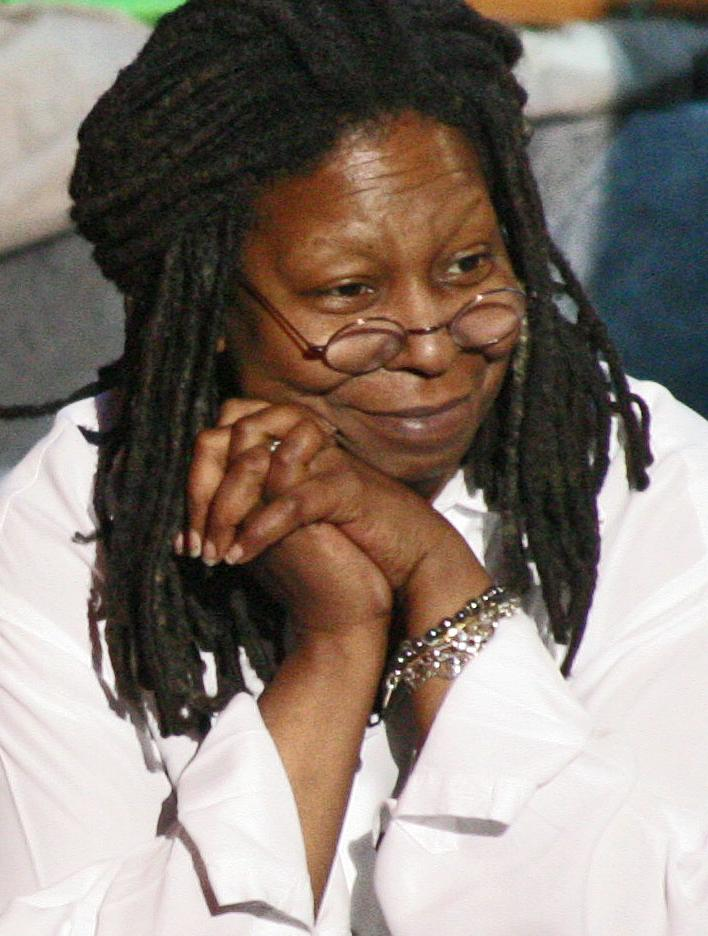
Whoopi Goldberg foi a anfitriã do Oscar 1999.

Com base no sucesso da cerimônia do ano anterior, que obteve recordes de audiência e vários prêmios Emmy, a AMPAS buscou modificar alguns pontos para elevar ainda mais o êxito conquistado. Em junho de 1998, o presidente da Academia, Robert Rehme, anunciou que a cerimônia seria realizada pela primeira vez em um domingo. Em parceria com a rede American Broadcasting Company (ABC), esperava capitalizar os elevados índices de audiência desse dia da semana. A Academia também afirmou que a mudança para o domingo aliviaria as preocupações das personalidades que compareciam à cerimônia com o engarrafamento, significativamente menor que nos finais de semana.
No mês de janeiro, Gilbert Cates foi contratado como produtor da transmissão. Imediatamente, ele selecionou a atriz Whoopi Goldberg para ser a anfitriã do Oscar 1999. Cates explicou sua decisão de trazer Goldberg como apresentadora: "a audiência adora Whoopi e seu carinho, além do extraordinário talento, faz dela uma excelente anfitriã para o show". Em uma declaração, Goldberg expressou que estava lisonjeada e entusiasmada por ser selecionada para comandar a transmissão: "estou emocionada por acompanhar o Oscar que celebra o novo milênio; quem imaginaria que eu estaria a frente da última cerimônia Oscar do século? É um grande feito".
Inúmeras outras figuras do meio cinematográfico participaram da produção da edição e seus eventos relacionados. Bill Conti atuou como diretor musical da cerimônia. Além de supervisionar as performances dos indicados à categoria de melhor canção original, a coreógrafa Debbie Allen produziu um número de dança com cinco bailarinos de diferentes países para apresentar os nomeados à categoria de melhor trilha sonora em filme de drama. Pela primeira vez, a Academia produziu seu próprio pré-show, que tradicionalmente antecede a transmissão principal. Produzido por Dennis Doty, a celebração de meia hora foi apresentada pela atriz Geena Davis e pelo repórter da CNN, Jim Moret. Semelhante à cobertura do tapete vermelho realizada pelo E! Entertainment Television, o pré-show apresentou entrevistas com indicados e outros convidados, recapitulações de nomeações e segmentos que destacam os preparativos para a cerimônia.

### Bilheteria dos filmes indicados
No dia do anúncio dos filmes indicados, em 9 de fevereiro de 1999, o valor bruto somado pelas cinco obras na categoria principal era de US$ 302 milhões, média de US$ 60.4 milhões por filme. Saving Private Ryan assegurou a maior bilheteria entre os aparentes no Oscar 1999, totalizando US$ 194.2 milhões em recibos de mercado doméstico. Em seguida, aparecem Shakespeare in Love (US$36.5 milhões); The Thin Red Line (US$30.6 milhões); Elizabeth (US$21.5 milhões) e, finalmente, La vita è bella (US$18.4 milhões).
Dos cinquenta filmes mais lucrativos do ano de 1998, treze obras indicadas à cerimônia aparecem na lista: Armageddon (1.º); Saving Private Ryan (2.º); A Bug's Life (5.º); The Truman Show (11.º); Patch Adams (12.º); Mulan (13.º); The Mask of Zorro (17.º); The Prince of Egypt (18.º); The Horse Whisperer (24.º); What Dreams May Come (37.º); A Civil Action (40.º); Pleasantville (49.º) e Primary Colors (50.º).

### Avaliação em retrospecto
O show recebeu críticas diversas de publicações da mídia. A colunista Lisa Schwarzbaum, da Entertainment Weekly, disse que "Whoopi brilhou ontem à noite, ela sabe disso — e, no entanto, grosseiramente, ela demonstrou seu poder de forma ultrajante". Tom Shales, crítico do The Washington Post, lamentou que "a anfitriã passou muito tempo rindo das suas próprias piadas, muitas das quais eram bem ofensivas". Ele também avaliou negativamente a apresentação de Goldberg na categoria de melhor figurino. John Hartl expôs em The Seattle Times que "a transmissão foi a mais longa do século, com tediosas quatro horas".
Outros meios de comunicação receberam a transmissão de forma mais positiva. Robert Bianco, colunista de televisão da USA Today, elogiou a apresentação e o discurso de abertura da anfitriã: "comentários afiados, esclarece elementos conscientes da sociedade". The Boston Globe publicou uma resenha de Matthew Gilbert: "foi um ano perfeito [...] ressaltou as intrigas de Hollywood". Joanne Ostrow, do The Denver Post, afirmou que "Whoopi estava definitivamente mais ligada que nas duas cerimônias anteriores que apresentou" e acrescentou que "o show foi excepcionalmente suave".

### Recepção e audiência
Em seu país de origem, a transmissão da ABC atraiu uma média de 45,51 milhões de telespectadores no decorrer do evento, queda de 18% em relação à audiência do Oscar 1998. Estima-se que 78,1 milhões de pessoas assistiram parcial ou integralmente à cerimônia. Pelo Nielsen Ratings, também obteve números inferiores à edição anterior, com 28,63% dos televisores sintonizados na rede, total de 47,79 pontos. Além disso, numa restrição demográfica, apenas entre os espectadores de 18 a 49 anos, a edição contabilizou 37,31 pontos.
Em julho de 1999, a apresentação do evento recebeu sete indicações ao Emmy Award, inclusive à categoria de melhor especial de variedades, música ou comédia. Dois meses depois, na noite da premiação, conquistou duas dessas indicações: melhor direção de arte em programa de variedades ou música (para Roy Christopher e Stephen Olson) e melhor direção de iluminação em série, minissérie, telefilme ou especial (para Robert Dickinson, Robert T. Barnhart, Andy O'Reilly e Matt Ford).

## In Memoriam
O tributo anual In Memoriam foi apresentado pela atriz Annette Bening. Em homenagem aos artistas falecidos no ano anterior, a montagem exibida apresentou um trecho do tema principal do filme Ever After: A Cinderella Story, composta por George Fenton.
| - Dane Clark - Linwood G. Dunn - George Davis - Dick O'Neill - Charles Lang - Norman Fell - Freddie Young - John P. Veitch - E. G. Marshall - Jeanette Nolan - Alan J. Pakula - Jerome Robbins - John Addison - Susan Strasberg - Vincent Winter | - James Goldman - John Derek - Richard Kiley - Maureen O'Sullivan - Phil Hartman - Esther Rolle - Jean Marais - Binnie Barnes - Valerie Hobson - Gene Raymond - Huntz Hall - Akira Kurosawa - Alice Faye - Robert Young - Roddy McDowall |

Um tributo separado ao ator e cantor Frank Sinatra foi apresentado por John Travolta. Mais tarde, Val Kilmer exibiu o agraciamento a Gene Autry e Roy Rogers. Após o segmento In Memoriam, a anfitriã Goldberg e o cineasta Steven Spielberg homenagearam o crítico Gene Siskel e o diretor Stanley Kubrick, respectivamente.